# Fields (Fields)
Fields è il primo album del gruppo progressive inglese Fields, fondato dall'ex Rare Bird Graham Field, pubblicato in Italia il 31 dicembre 1971 dalla CBS con il codice S 69009. La copertina è firmata da Colin Paynton.

## Tracce
Tutti i brani sono firmati da Graham Field tranne dove indicato

### Lato 1
1. A Fiend Of Mine - 5:25
2. While The Sun Still Shines - (Barry) 3:15
3. Not So Good - 3:07
4. Three Minstrels - 4:28
5. Slow Susan - (Barry) 3:45

### Lato 2
1. Over and Over Again - 5:55
2. Feeling Free - 3:12
3. Fair-Haired Lady - (Barry) 3:00
4. A Place To Lay My Head - 4:25
5. The Eagle - (Barry) 3:40'

## Formazione
1. Graham Field - Organ, Electrico Piano, Piano
2. Alan Barry - Vocals, Lead and Bass Guitar, Classical Guitar, Mellotron
3. Andrew McCulloch - Drums, Timpani, Talking Drum